# لاک ده موندلی
لاک ده موندلی (انگلیسی: Lac de Mondély) دریاچه در آرییژ فرانسه است.